# Saint-Georges-de-Bohon

Saint-Georges-de-Bohon este o comună în departamentul Manche, Franța. În 1 ianuarie 2018 avea o populație de 412 de locuitori.